# 謝昌年
謝昌年，字椿伯，一字壽田，浙江省嘉興府嘉興縣人，清朝政治人物、畫家。
光緒十二年（1886年）丙戌科三甲進士。同年五月，著主事分部学习。官戶部主事，改金華府教授。善繪事。